# シンエイ・ナカミネ
シンエイ・ナカミネ（Shinyei Nakamine、漢字：仲嶺 真栄、1920年1月21日 - 1944年6月2日）は、日系アメリカ人のアメリカ陸軍第100歩兵大隊一等兵。第二次世界大戦時の活躍により、名誉勲章受章者となった。

## 経歴
1944年6月2日の、イタリアのLa Torreto近郊での活躍が認められたことにより、当初は、殊勲十字章が授与されていた。しかし、1990年代になって全てのアジア系アメリカ人の殊勲十字章受賞歴を再調査したところ、名誉勲章に格上げされることとなり、2000年6月21日にホワイトハウスで執り行われた式典において、ナカミネに名誉勲章を授与することが発表された。

## 名誉勲章
ナカミネが受賞した名誉勲章には下記のように記されている。
シンエイ・ナカミネ一等兵は、1944年6月2日のイタリア・La Torreto近郊における作戦中の際立って英雄的な行動によって、その名を残すこととなった。攻撃の間、ナカミネ一等兵の小隊は正面から200ヤード離れた小さな丘からの、機関銃による激しい十字砲火によって、動きを封じられていた。ナカミネ一等兵は、自らの決断により、敵の砲床の1つの方面へ這って進んだ。敵の位置から25ヤードの距離にまで達したところで、彼は機関銃の砲床に突撃、軽機関銃を発砲し、3名の敵兵を殺害し、2名の身柄を確保した。その日の夜遅く、ナカミネ一等兵は自身の小隊の位置の右側面に、敵兵を発見した。自身の位置から25ヤードの距離を這って進み、ナカミネ一等兵は銃撃し、敵兵を殺害した。次いで、自身の正面から約75ヤード離れた位置に機関銃の砲床を発見し、小隊まで戻り、自動小銃部隊を敵の位置にまで導いた。味方部隊からの援護射撃の中、ナカミネ一等兵は砲床から25ヤードの位置にまで這って進み、敵兵に手榴弾を投げつけ、1名を負傷させ、4名の身柄を確保した。右側面から100ヤードの位置にあるもう一つの機関銃の砲床に狙いを定めた彼は、自動小銃部隊を敵の位置にまで導いたが、突然の機関銃砲火によって殺害された。シンエイ・ナカミネ一等兵の類まれな英雄的行為と任務への忠誠は、軍隊の最も崇高な伝統を維持し、また、彼本人やその部隊、ひいてはアメリカ陸軍への大きな信頼をもたらすものであった。